# مارسيلو غونزاليس
مارسيلو غونزاليس (بالإسبانية: Marcelo González Martín)‏ (و. 1918 – 2004 م) هو أستاذ جامعي، وكاهن كاثوليكي إسباني، توفي في إسبانيا، عن عمر يناهز 86 عاماً.

## مناصب
تولى منصب Roman Catholic Archbishop of Barcelona ‏
- مطران طليطلة  [لغات أخرى]‏
- Roman Catholic Bishop of Astorga  [لغات أخرى]‏
- كاردينال
- أسقف كاثوليكي.

## التعليم
تعلم في الجامعة البابوية في كومايلاس ‏.

## روابط خارجية
- مارسيلو غونزاليس على موقع مونزينجر (الألمانية)